# 石田剛太
石田 剛太（いしだ ごうた、1979年6月3日 - ）は、日本の俳優、ラジオパーソナリティである。愛媛県砥部町出身。京都を拠点に活動する劇団「ヨーロッパ企画」に所属。

## 人物
父は元力士。同志社大学経済学部卒業。1999年、大学入学と同時に「同志社小劇場」に入り、「ゴウタイシダトウキョウパリス」の芸名で活動。第2回公演「翼よごらんあれが恋の灯だ」（1999年）よりヨーロッパ企画に参加し、以降、全本公演に出演。
外部出演に加え、イベントでの司会、ラジオパーソナリティ等を務めるほか、「ヨーロッパ企画の暗い旅」「アグレッシブですけど、何か?」などのバラエティでも活躍。
監督として、短編ホラー映画「ビーフシチュー」（2013年、4分）など。

## 出演

### 映画
- 交渉人真下正義（2005年）
- サマータイムマシン・ブルース（2005年）
- Cinema Clip 七人の侍（2008年）
- フライング・ラビッツ（2008年）
- 曲がれ!スプーン（2009年）
- 踊る大捜査線 THE MOVIE3 ヤツらを解放せよ!（2010年）
- 寮フェス! 〜最後の七不思議〜（2011年）
- 踊る大捜査線 THE FINAL 新たなる希望（2012年）
- 鍵泥棒のメソッド（2012年）
- かしこい狗は、吠えずに笑う（2012年・監督：渡部亮平）
- きゃりーぱみゅぱみゅシネマJOHN!（2014年・監督：湧川敬介）
- 幼な子われらに生まれ（2017年・監督：三島有紀子）
- パンク侍、斬られて候（2018年・監督：石井岳龍）
- フォルトゥナの瞳(2019年・監督：三木孝浩)
- ドロステのはてで僕ら（2020年・監督：山口淳太） - コミヤ 役
- サイレント・トーキョー(2020年・監督：波多野貴文)
- リバー、流れないでよ（2023年、監督：山口淳太） - クスミ 役[9]
- 裏社員。-スパイやらせてもろてます‐（2025年、監督：瑠東東一郎）[10]

### テレビドラマ
- 堀江ブギーデイズ（2012年・関西テレビ）
- モテモテカンパニーR25（2013年～2014年・関西テレビ）
- 続・最後から二番目の恋（2014年・フジテレビ）
- 雨天中止ナイン（2014年5月12日 - 6月2日、テレビ東京） - イシダ 役[11][12]
- 出入禁止の女〜事件記者クロガネ〜（2015年・テレビ朝日）
- キョートカクテル 脚本・監督（2014年～2015年・LaLaTV）
- AKB48総選挙スキャンダル アキバ文書（2016年・Amazon Prime Video）
- AKBホラーナイト アドレナリンの夜（2016年・テレビ朝日）
- 炎の転校生REBORN（2017年11月10日～・Netflix）
- チャンネルはそのまま!（2019年3月18日 - 2019年3月22日、北海道テレビ放送） - 栗山 役
- 第1話（2019年4月21日 - 7月7日、朝日放送テレビ） - 石田剛太 役[13]
  - ＃12 刑事ドラマ「刑事たち」（7月7日） - 恋愛刑事 役
- 科捜研の女（2019年、テレビ朝日） - 三枝和明 役
- 10神スパイ大作戦 コードバリカタ(2019年) - マネージャー役
- 京都人の密かな愉しみ　Blue 修業中 祇園（ぎおん）さんの来はる夏（2019年・NHK BSプレミアム）
- 浦安鉄筋家族（2020年・テレビ東京）- 井上 役
- 半沢直樹 第3話（2020年、TBS） - 福島 役[14]
- 日曜プライム 「遺留捜査 SP10」（2020年、テレビ朝日） ‐ 軽部健司 役
- バイプレイヤーズ～名脇役の森の100日間～（2021年・テレビ東京）
- ホリミヤ 第6話（2021年3月24日、MBS・TBS） - 脚本
- 全っっっっっ然知らない街を歩いてみたものの 第1話（2021年3月28日、フジテレビ）
- 探偵☆星鴨（2021年・日本テレビ）
- あいつが上手で下手が僕で（2021年・日本テレビ） - 支配人 役
- リフォーマーズの杖（2021年・NHK Eテレ）
- かりあげクン（2023年、BS松竹東急）[15]
- 時をかけるな、恋人たち（2023年・関西テレビ） - 和井内秀峰 役[16]
- 霊験お初〜震える岩〜（2024年5月4日、テレビ朝日）[17]

### ウェブドラマ
- 魔!淀川キャッチボール部（2017年12月11日 - 2018年1月22日、大阪チャンネル） - オマーリ 役
- つばめ刑事（2019年6月3日 - 24日、ひかりTV） - 伊藤 役 ※脚本も担当
- 「U.F.O.たべタイムリープ」（2020年7月14日、YouTube） - ミヤノの兄 役
- およげないん 京都激闘篇 第3話（2025年2月9日、東映特撮ファンクラブ）

### バラエティ
- アグレッシブですけど、何か?（2010年4月～2015年3月、広島ホームテレビ）
- ヨーロッパ企画の暗い旅（2011年1月～、KBS京都） - MC
- 所さんの目がテン!（日本テレビ） -  人類はこう作った!専任プレゼンター → 林業ボーイズ

### 舞台
ヨーロッパ企画の舞台の出演については「ヨーロッパ企画#演劇公演」を参照
- 昭和島ウォーカー（2008年・東京グローブ座＋パルコPRESENT）
- もう一度、この手に（2011年・シベリア少女鉄道）
- 芝浦ブラウザー（2011年・東京グローブ座＋パルコPRESENT）
- 四月の三日月（2013年・かもめんたる）
- 大長編 男肉 du Soleil『石田剛太のスペース☆コブラ』（2013年・男肉 du Soleil）
- 前田建設ファンタジー営業部（2013年・ディー・バイ・エル・クリエイション、ニッポン放送）
- TOKYOHEAD～トウキョウヘッド～（2015年・ディー・バイ・エル・クリエイション）
- この流れバスター（2015年・シベリア少女鉄道）
- ゴーヤの門（2016年・劇団かもめんたる）
- 続・時をかける少女（2018年・ニッポン放送、ぴあ、イープラス）
- 夜は短し歩けよ乙女（2021年・フジテレビ）
- チコちゃんに叱られる！on STAGE〜そのとき歴史はチコっと動いた！〜 （2022年3月） - フランシスコ・ザビエル  役
- 鴨川ホルモー、ワンスモア（2024年、ニッポン放送）[18]
- THE 面接（2025年）[19]

### ラジオ
- こちらヨーロッパ企画福岡支部（2013年～・LOVE FM）

### MV
- bonobos - 「Cruisin' Cruisin'」（2016年9月24日）
- かせきさいだぁ「Choco that I know girl」（2017年9月11日）

### テレビCM
- 森永製菓 チョコモナカジャンボ（2007年）
- スカパー！ ジャンプ祭り（2008年）
- バンダイ 機動戦士ガンダム 戦場の絆（2008年）
- 三井住友海上CM GK大きな安心篇（2009年）
- オロナミンC（2010年）
- 株式会社アンドパッド ANDPAD（2020年）
- 姫路セントラルパーク(2023年)

### ラジオCM
- 阪神電車（2003年）
- NTTドコモ関西（2006年）
- 村田製作所中が気になる篇（2007年～）

### ゲーム
- ツッコマニア